# Wadim Leonidowitsch Jermolajew
Wadim Leonidowitsch Jermolajew (russisch Вадим Леонидович Ермолаев; * 14. Februar 1989 in Magnitogorsk, Russische SFSR) ist ein russischer Eishockeyspieler, der seit 2014 beim HK Arlan Kökschetau in der kasachischen Meisterschaft unter Vertrag steht.

## Karriere
Wadim Jermolajew begann seine Karriere als Eishockeyspieler in der Nachwuchsabteilung des HK Metallurg Magnitogorsk, für dessen Profimannschaft er in der Saison 2007/08 sein Debüt in der russischen Superliga gab. Dabei erzielte er ein Tor in elf Spielen. Nachdem Metallurg zur Saison 2008/09 in die neu gegründete Kontinentale Hockey-Liga aufgenommen worden war, stand er in dieser in ihrem Premierenjahr in insgesamt 25 Spielen auf dem Eis, in denen er punktlos blieb. Zudem lief er auf europäischer Ebene in drei Spielen für Metallurg in der Champions Hockey League auf, in der er mit seinem Team den zweiten Platz belegte.
In der Saison 2009/10 spielte Jermolajew ausschließlich für Metallurgs Juniorenmannschaft in der Nachwuchsliga MHL, in der er mit seiner Mannschaft Meister wurde. Zur folgenden Spielzeit wurde der Russe vom kasachischen Klub Barys Astana aus der Kontinentalen Hockey-Liga verpflichtet, kam jedoch überwiegend für deren zweite Mannschaft in der kasachischen Meisterschaft zum Einsatz.
Seit 2014 steht er beim HK Arlan Kökschetau unter Vertrag.

## Erfolge und Auszeichnungen
- 2010 Charlamow-Pokal-Gewinn mit Stalnje Lissy Magnitogorsk
- 2019 Gewinn des IIHF Continental Cups mit dem HK Arlan Kökschetau

## Statistik
(Stand: Ende der Saison 2013/14)